# Good to Go-Go
Good to Go-Go is het 26e muziekalbum van de Amerikaanse band Spyro Gyra. De muziek is al jaren ongewijzigd; fusion en/of softe jazzrock. Het album is voor het eerst sinds jaren niet opgenomen in de privéstuido van Beckenstein, maar in de Harariville Studios, Weehawken (New Jersey). Het is opgedragen aan de toen onlangs overleden Michael Brecker met wie de band weleens samen speelde en opnam.

## Musici
- Jay Beckenstein- saxofoon
- Tom Schuman – toetsinstrumenten;
- Julio Fernandez – gitaar;
- Scott Ambush – basgitaar;
- Bonny Bonaparte – slagwerk, percussie en zang

met
- Andy Narell - steeldrums op Jam up en Island time
- Christian Howes - viool op The left bank
- Marc Quiñones - congas op Island time, Good to Go-Go, Easy street en The left bank

## Muziek
| Nr. | Titel                            | Duur |
| --- | -------------------------------- | ---- |
| 1.  | Simple pleasures (Beckenstein)   | 5:50 |
| 2.  | Get busy (Schuman)               | 5:19 |
| 3.  | Jam up (Bonaparte)               | 4:15 |
| 4.  | Funky dog (Fernandez)            | 5:40 |
| 5.  | Along for the ride (Fernandez)   | 5:02 |
| 6.  | Island time (Ambush)             | 6:45 |
| 7.  | Wassup! (Schuman)                | 6:23 |
| 8.  | Easy street (Beckenstein)        | 5:02 |
| 9.  | Good to Go-Go (Ambush)           | 6:41 |
| 10. | A winter tale (Ambush)           | 6:34 |
| 11. | Newcross (Beckenstein,Fernandez) | 6:46 |